# Jutta Paulus
Jutta Paulus (nascida Wege, nascida em 9 de maio de 1967) é uma farmacêutica e política alemã que actua como membro do Parlamento Europeu pela Aliança 90 / Os Verdes desde 2019.

## Carreira política
Paulus ingressou no Partido Verde em 1987. Após as eleições estaduais de 2016 na Renânia-Palatinado, ela fez parte da delegação do seu partido nas negociações sobre um governo de coligação sob a ministra-presidente Malu Dreyer. De 2017 a 2019, ela co-presidiu o Partido Verde na Renânia-Palatinado, ao lado de Josef Winkler.
Paulus tornou-se membro do Parlamento Europeu nas eleições de 2019. Desde então, ela actua na Comissão do Meio Ambiente, Saúde Pública e Segurança Alimentar. Nessa qualidade, é relatora do Parlamento para as emissões de CO2 no setor marítimo.
Além das suas atribuições nas comissões, Paulus faz parte da delegação do Parlamento para as relações com o Japão.

## Outras atividades
- Iniciativa da Indústria Alemã para a Eficiência Energética (DENEFF), Membro do Conselho Consultivo Parlamentar[4]